# Lutte aux Jeux olympiques d'été de 1928
Navigation
Paris 1924 Los Angeles 1932

## Tableau des médailles par nations
| Rang | Nation          | Or | Argent | Bronze | Total |
| ---- | --------------- | -- | ------ | ------ | ----- |
| 1    | Finlande        | 3  | 3      | 3      | 9     |
| 2    | Suède           | 3  | 1      | 0      | 4     |
| 3    | Estonie         | 2  | 0      | 1      | 3     |
| 4    | Allemagne       | 1  | 2      | 1      | 4     |
| 5    | Suisse          | 1  | 1      | 1      | 3     |
| 6    | États-Unis      | 1  | 1      | 0      | 2     |
| -    | Hongrie         | 1  | 1      | 0      | 2     |
| 8    | Égypte          | 1  | 0      | 0      | 1     |
| 9    | Canada          | 0  | 1      | 2      | 3     |
| -    | France          | 0  | 1      | 2      | 3     |
| 11   | Belgique        | 0  | 1      | 0      | 1     |
| -    | Tchécoslovaquie | 0  | 1      | 0      | 1     |
| 13   | Italie          | 0  | 0      | 2      | 2     |
| 14   | Royaume-Uni     | 0  | 0      | 1      | 1     |

## Tableau des médailles par catégories
| Rang | Pays | Médaille d'or | Médaille d'argent | Médaille de bronze | Total |
| ---- | ---- | ------------- | ----------------- | ------------------ | ----- |

## Lutte Gréco-Romaine

### Poids coq, -58 kg
| Médaille           | Nom            | Pays            |
| ------------------ | -------------- | --------------- |
| Médaille d'or      | Kurt Leucht    | Allemagne       |
| Médaille d'argent  | Jindrich Maudr | Tchécoslovaquie |
| Médaille de bronze | Giovanni Gozzi | Italie          |

### Poids plume, 58 - 62 kg
| Médaille           | Nom              | Pays    |
| ------------------ | ---------------- | ------- |
| Médaille d'or      | Voldemar Väli    | Estonie |
| Médaille d'argent  | Erik Malmberg    | Suède   |
| Médaille de bronze | Gerolamo Quaglia | Italie  |

### Poids légers, 62 - 67.5 kg
| Médaille           | Nom               | Pays      |
| ------------------ | ----------------- | --------- |
| Médaille d'or      | Lajos Keresztes   | Hongrie   |
| Médaille d'argent  | Eduard Sperling   | Allemagne |
| Médaille de bronze | Edvard Westerlund | Finlande  |

### Poids moyens, 67.5 - 75 kg
| Médaille           | Nom            | Pays     |
| ------------------ | -------------- | -------- |
| Médaille d'or      | Väinö Kokkinen | Finlande |
| Médaille d'argent  | László Papp    | Hongrie  |
| Médaille de bronze | Albert Kusnets | Estonie  |

### Poids mi-lourds, 75 - 82.5 kg
| Médaille           | Nom              | Pays      |
| ------------------ | ---------------- | --------- |
| Médaille d'or      | Ibrahim Moustafa | Égypte    |
| Médaille d'argent  | Adolf Rieger     | Allemagne |
| Médaille de bronze | Onni Pellinen    | Finlande  |

### Poids lourds, +82.5 kg
| Médaille           | Nom             | Pays      |
| ------------------ | --------------- | --------- |
| Médaille d'or      | Rudolf Svensson | Suède     |
| Médaille d'argent  | Hjalmar Nyström | Finlande  |
| Médaille de bronze | Georg Gehring   | Allemagne |

## Lutte libre

### Poids coq, -56 kg
| Médaille           | Nom            | Pays     |
| ------------------ | -------------- | -------- |
| Médaille d'or      | Kaarlo Mäkinen | Finlande |
| Médaille d'argent  | Edmond Spapen  | Belgique |
| Médaille de bronze | James Trifunov | Canada   |

### Poids plume, 56 - 61 kg
| Médaille           | Nom                | Pays       |
| ------------------ | ------------------ | ---------- |
| Médaille d'or      | Allie Morrison     | États-Unis |
| Médaille d'argent  | Kustaa Pihlajamäki | Finlande   |
| Médaille de bronze | Hans Minder        | Suisse     |

### Poids légers, 61 - 66 kg
| Médaille           | Nom                | Pays     |
| ------------------ | ------------------ | -------- |
| Médaille d'or      | Osvald Käpp        | Estonie  |
| Médaille d'argent  | Charles Pacôme     | France   |
| Médaille de bronze | Eino Augusti Leino | Finlande |

### Poids mi-moyens, 66 - 72 kg
| Médaille           | Nom               | Pays       |
| ------------------ | ----------------- | ---------- |
| Médaille d'or      | Arvo Haavisto     | Finlande   |
| Médaille d'argent  | Lloyd Appleton    | États-Unis |
| Médaille de bronze | Maurice Letchford | Canada     |

### Poids moyens, 72 - 79 kg
| Médaille           | Nom             | Pays        |
| ------------------ | --------------- | ----------- |
| Médaille d'or      | Ernst Kyburz    | Suisse      |
| Médaille d'argent  | Donald Stockton | Canada      |
| Médaille de bronze | Samuel Rabin    | Royaume-Uni |

### Poids mi-lourds, 79 - 87 kg
| Médaille           | Nom            | Pays   |
| ------------------ | -------------- | ------ |
| Médaille d'or      | Thure Sjöstedt | Suède  |
| Médaille d'argent  | Arnold Bögli   | Suisse |
| Médaille de bronze | Henri Lefèbvre | France |

### Poids lourds, +87 kg
| Médaille           | Nom             | Pays     |
| ------------------ | --------------- | -------- |
| Médaille d'or      | Johan Richthoff | Suède    |
| Médaille d'argent  | Aukusti Sihvola | Finlande |
| Médaille de bronze | Edmond Dame     | France   |